# Kommunal- og distriktsdepartementet
Das Kommunal- og distriktsdepartementet (kurz KDD, deutsch: Ministerium für Kommunalverwaltung und regionale Entwicklung) ist ein norwegisches Ministerium, das in seiner heutigen Form im Jahr 1948 als Kommunal- und Arbeitsministerium gegründet wurde. Seit Februar 2025 ist Kjersti Stenseng von der Arbeiderpartiet Ministerin für Kommunalverwaltung und regionale Entwicklung.

## Geschichte
Das Ministerium wurde am 20. Dezember 1948 unter dem Namen Kommunal- og arbeidsdepartementet (deutsch: Kommunal- und Arbeitsministerium) gegründet, als welches es bis 1990 Bestand hatte. Dabei wurden die arbeitspolitischen Themengebiete vom Sozialministerium ausgelagert, die kommunalpolitischen vom damaligen Justiz- und Polizeiministerium. Ende 1989 wurde der Bereich Arbeitspolitik an einen eigenen Ministerposten im Verbraucher- und Verwaltungsministerium ausgelagert und das Ministerium wurde von 1990 bis 1993 als Kommunaldepartementet (Kommunalministerium) weitergeführt. Anschließend erhielt das Kommunalministerium die vorherige Zuständigkeiten und den vorherigen Namen zurück.
Im Jahr 1998 wurde das Ministerium erneut umstrukturiert und erhielt den Namen Kommunal- og regionaldepartementet (deutsch: Kommunal- und Regionalministerium), wobei die Zuständigkeit für den arbeitspolitischen Bereich wiederum abgegeben wurde. Zum 1. Januar 2014 erhielt das Ministerium den Namen Kommunal- og moderniseringsdepartementet. Am 22. Januar 2019 wurde ein zweiter Ministerposten für das Ministerium geschaffen und Nikolai Astrup wurde Digitalisierungsminister. Der Posten erhielt im Januar 2020 den Namen Distrikts- und Digitalisierungsminister. Beim Regierungswechsel im Oktober 2021 wurde der zweite Ministerposten wieder gestrichen und es verblieb ein Posten als Kommunal- und Distriktsminister. Zum 1. Januar 2022 folgte die Umbenennung des Ministeriums in Kommunal- und Distriktsministerium (Kommunal- og distriksdepartementet).

## Organisation
Der Kommunal- und Distriktsminister ist oberster Leiter des Ministeriums. Verwaltungschef ist der sogenannte Departementsråd. 
Dem Ministerium sind einige Behörden und Unternehmen nachgeordnet:
- Datatilsynet, staatliche Datenschutzbehörde
- Digitaliseringsdirektoratet, Digitalisierungsbehörde
- Direktoratet for byggkvalitet, Behörde für Bausicherheit
- Distriktssenteret, Zentrum für den Ausbau der Distriktgegenden
- Kartverket, Kartographie- und Katasterbehörde
- Statsbygg, öffentliche Baubehörde
- Valgdirektoratet, Wahlbehörde

Außerdem ist das Ministerium für die Organisation der Statsforvalter (bis Ende 2020 Fylkesmänner), also den Regierungsvertretern in den einzelnen Provinzen, zuständig.

## Minister
Im Februar 2025 übernahm Kjersti Stenseng den Posten als Ministerin für Kommunalverwaltung und regionale Entwicklung.